# 帕尔曼 (姓氏)
帕尔曼，珀尔曼 或者 普尔曼 （Perlman）可以指：

## 人物
- 朗·普尔曼（英語：Ronald N. " Ron " Perlman，1950年4月13日－），美國演員。
- 伊扎克·帕尔曼（希伯來語：יצחק פרלמן‎，1945年8月31日－），以色列裔美国小提琴家，指挥家，音乐教师。
- 雷娅·珀尔曼（英語：Rhea Perlman，1948年3月31日－），美國女演員。
- 戴维·珀尔曼（英語：David Perlman，1918年12月30日－2020年6月19日），美國科學記者。
- 拉迪娅·帕尔曼（英语：Radia Perlman，1951年），美國計算機程序員和網絡工程師。

|  | 本页或本分段罗列了姓氏为「帕尔曼 (姓氏)」的人物。 如果是一个指代特定个人的内链将您引导到本页，請考慮修正該人物的名字以將链接指向正確的條目。 |